# Сущинский, Владимир Александрович
Влади́мир Алекса́ндрович Сущи́нский (5 сентября 1912, Саранск, Российская империя — 22 февраля 1945, Вроцлав, Нижняя Силезия) — фронтовой кинооператор Великой Отечественной войны, капитан. Оператор фронтовых киногрупп Волховского, Ленинградского, 4-го и 1-го Украинских фронтов. Снятые им кадры вошли в выпуски киножурналов, спецвыпуски и документальные фильмы. Мастер боевого репортажа, художник-публицист. Снимая боевые операции, много внимания уделял героям боёв и фронтовому быту. Погиб при съёмках боёв в предместьях города Бреслау (Вроцлав). Лауреат Сталинской премии второй степени (1946 — посмертно).

## Биография
Родился в Саранске 5 сентября 1912 года. После окончания школы-семилетки в 1927 году поступает в саранский энергетический техникум. Окончив его в 1930 году по специальности техник-энергетик, получает направление в Куйбышев (Самара). Однако, вскоре переезжает в Москву, где работает во Всесоюзном Политехническом институте и готовится к вступительным экзаменам во Государственный институт кинематографии. В 1934 году призван на действительную службу в РККА. Отслужив 2 года, после демобилизации возвращается в Саранск. В 1937 году поступает во ВГИК. Окончив операторский факультет в 1941 году, получает распределение в Пятигорск. С началом войны подаёт рапорт о направлении на фронт.

### Фронтовой оператор
Главная задача военного оператора — сделать кинорепортаж из земного ада. Необходимо снять острые моменты боя и превратить их в произведение искусстваВладимир Сущинский
В феврале 1942 года прибывает на Волховский фронт в киногруппу Алексея Алексеевича Лебедева. Во время прорыва блокады Ленинграда в январе 1943 года — Операция «Искра» — производит съёмки в частях 2 ударной и 67 армий. Вскоре направлен в киногруппу 4-го Украинского фронта, где снимает бои за Крым, форсирование Сиваша. В эти дни был ранен, но поддерживаемый двумя солдатами продолжает съёмки. Вместе с наступающими войсками входит в освобождённый Севастополь, принимает участие в форсировании Днепра. За храбрость и героизм, за мужество и стойкость награждён орденом Красного Знамени и двухнедельным отпуском, из которого пробыл дома только шесть дней. В составе киногруппы 1-го Украинского фронта, снимает эпизоды освобождения Польши (освобождение Ченстоховы, освобождение Кракова), ожесточённые бои под городом Бреслау.
22 февраля 1945 года в ходе Нижне-Силезской наступательной операции Сущинский снимает наступление войск 1-го Украинского фронта в районе Железной дамбы в предместьях Бреслау. Во время съёмки рядом с ним разорвался снаряд и один из осколков ранил его в голову. Он упал, но камера продолжала снимать. Сущинского эвакуировали в госпиталь, где он через 5 часов скончался. Похороны Сущинского в Ченстохове снял оператор Н. В. Быков, его боевой товарищ по фронтовой киногруппе, который сам погиб через месяц.

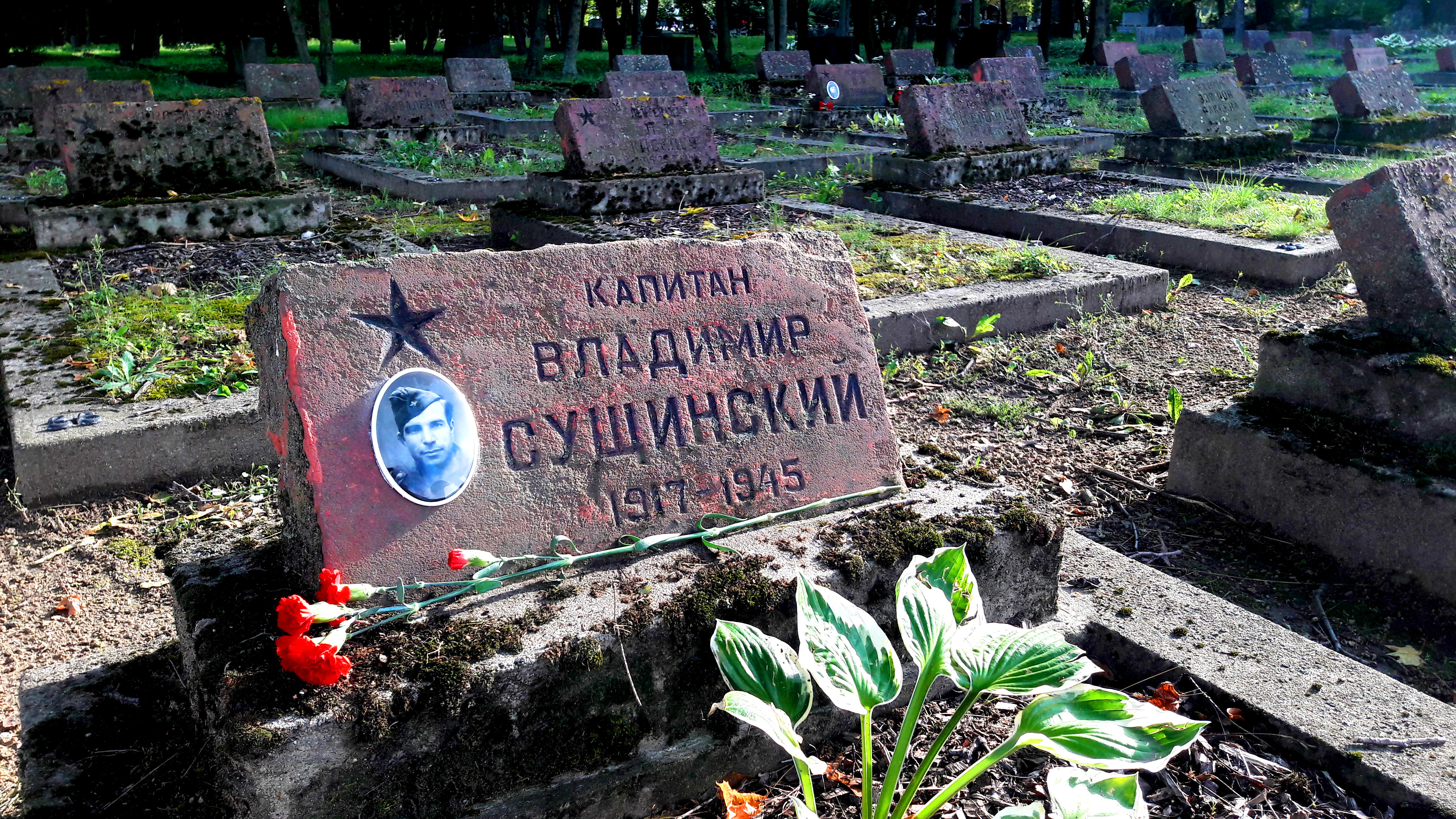
Могила Владимира Сущинского

В присланной на студию коробке со снятой киноплёнкой, оператор Н. В. Быков писал: «В Бреслау во время съёмки уличного боя осколком снаряда был убит кинооператор Владимир Сущинский. На поле боя снять его я не мог — был ранен этим же снарядом». Через несколько дней прислал на студию снятую плёнку оператор М. Арбатов с аннотацией к снятому материалу. Среди перечисленных эпизодов такой: «Перебегающий с кинокамерой Николай Быков. Убитый Быков, около него камера». Не прошло и нескольких дней, как пришло извещение: М. Арбатов погиб в бою.
— «Я останавливаю время», В. В. Микоша

С Николаем Быковым мне уже не довелось больше встретиться. Через год он погиб под Бреслау, как тогда назывался польский город Вроцлав. О гибели Николая много позже мне рассказал фронтовой оператор Маматкул Арабов.
…Шли бои за окраинные кварталы города Бреслау. Туманным утром оператор Владимир Сущинский, работавший в паре с Быковым, поднялся на железнодорожную насыпь, чтобы снять оттуда панораму боя. Рядом разорвался вражеский снаряд и Владимир был смертельно ранен осколком. Николай Быков находился неподалёку. Он кинулся на насыпь и вынес друга из зоны артиллерийского огня.
Сущинский умер в медсанбате. А через несколько дней Николай был убит во время съёмок. С поля боя тело Николая выносил его новый напарник Маматкул Арабов.
— «В объективе война», С. С. Школьников
В 1946 году о фронтовом операторе В. А. Сущинском сделан документальный фильм, в котором использована отснятая им хроника — «Фронтовой оператор», режиссёр монтажа М. Е. Славинская. В фильме есть момент, когда останавливается кадр с изображением боя, а дальше изображение пропадает и идёт чёрная плёнка. Это был момент его гибели.
Первоначально был похоронен на площади Беганьского, вместе с погибшими при освобождении Ченстоховы красноармейцами. Впоследствии их тела перезахоронили на кладбище «Куле». Последние годы могила Сущинского была заброшена, пока в этом году её не открыли местные краеведы, которые привели её в порядок, а ченстоховская общественность рассматривает вопрос об установлении памятной таблицы

## Фильмография
- 1942 — День войны
- 1943 — За Родину
- 1944 — Битва за Севастополь
- 1944 — Лепетихская трагедия
- 1945 — Победа за Вислой
- 1945 — В Верхней Силезии
- 1946 — Фронтовой оператор

## Награды
- Сталинская премия второй степени (26.1.1946 — посмертно)[1]
- орден Красного Знамени (15.5.1944)
- орден Отечественной войны I степени (14.4.1945 — посмертно)
- медаль «За отвагу»
- медаль «За оборону Ленинграда»

## Память
- В Московском Доме кино его имя на мраморной доске памяти среди других имён павших кинематографистов.
- Имя Владимира Сущинского на доске памяти студентам, преподавателям и работникам ВГИКа — «Павшим за Родину вечная слава!» (установлена Союзом кинематографистов СССР в 1966 году).
- Боевой и творческий путь капитана Сущинского показан в документальных фильмах «Фронтовой кинооператор» (1946) и «Сущинский: правда о войне» (2005) режиссёра Анны Дороб.
- Также он был прообразом главного героя в художественном фильме «На дорогах войны». Это единственный советский художественный фильм, посвящённый работе фронтовых кинооператоров.Памятник фронтовому кинооператору. г. Красногорск

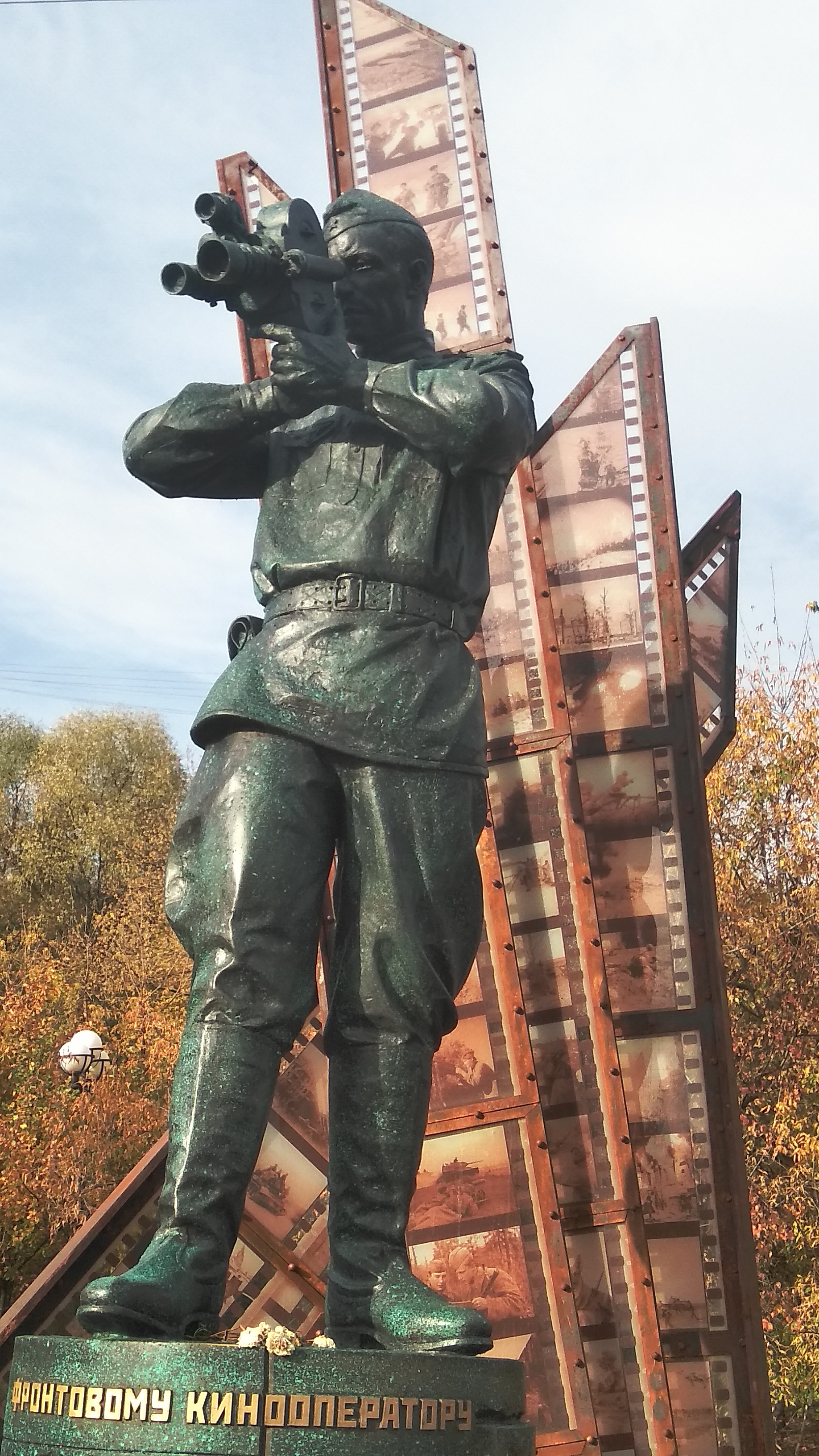
Памятник фронтовому кинооператору. г. Красногорск

- Решением Саранского горсовета от 13 августа 1975 года в память о земляке вновь застраиваемая улица Октябрьского района названа его именем — улица Сущинского[8].
- 4 сентября 2020 был открыт памятник фронтовому кинооператору около Красногорского архива кинофотодокументов, за прототип скульпторы взяли образ Сущинского[9][10].